# Pseudopanurgus piercei
Pseudopanurgus piercei är en biart som först beskrevs av Crawford 1903.  Pseudopanurgus piercei ingår i släktet Pseudopanurgus och familjen grävbin. Inga underarter finns listade i Catalogue of Life.